# Ferrara Buskers Festival

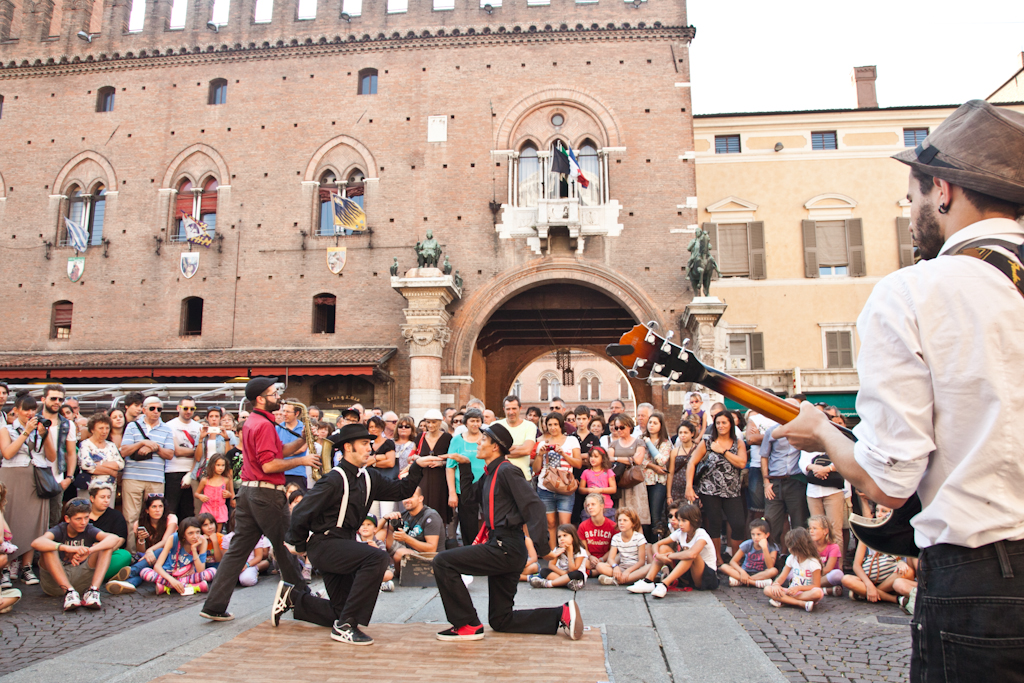
Gruppo invitato al Ferrara Buskers Festival 2013

Il Ferrara Buskers Festival è una manifestazione dedicata alla musica di strada che si tiene a Ferrara dal 1988. 

## Storia

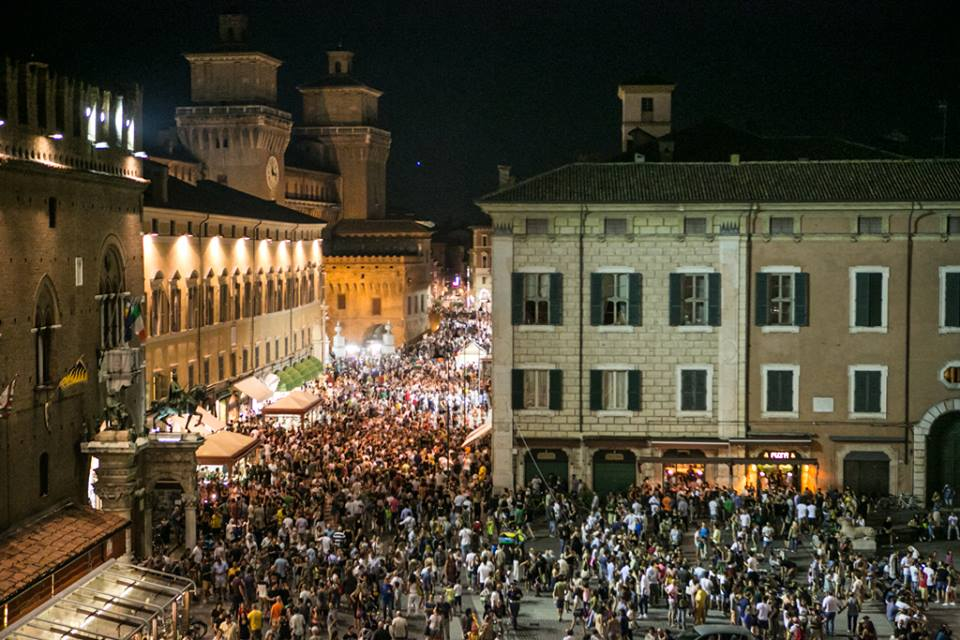
Edizione 2015

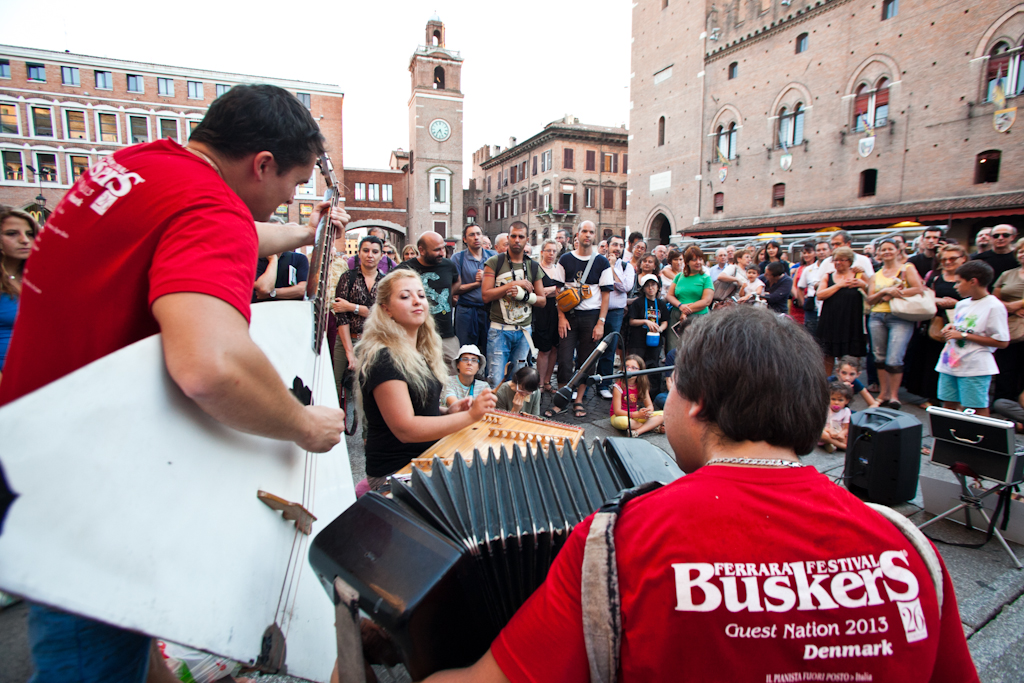
I russi Artlang Trio del 2013

La manifestazione, nasce dell'idea di Stefano Bottoni - al tempo fabbro con la passione per la musica - che, nel 1987, porta il progetto al Sindaco della città di Ferrara, Roberto Soffritti. La prima edizione viene organizzata dal Comitato Ferrara Buskers Festival perché si pensava non sarebbe stato un evento duraturo ma, già dalla seconda edizione nel 1989, viene fondata l'Associazione Ferrara Buskers Festival (oggi ETS) allo scopo di valorizzare la figura del musicista di strada, il busker, con spettacoli organizzati nelle strade del centro storico. Si ottiene presto una buona risposta dal pubblico  diventando appuntamento importante per Ferrara. Ogni anno vengono scelti 20 gruppi invitati e numerosi altri gruppi detti accreditati. Dalla 4ª alla 29ª edizione è stata indicata una nazione ospite dalla quale provenivano la maggior parte degli artisti invitati. Dal 1994 è presente l'anteprima a Comacchio mentre dal 2013 nasce il Ferrara Buskers Festival on tour, con tappe a Lugo di Romagna, Mantova e Venezia. Nel 2014 l'anteprima del festival è stata organizzata nel centro storico dell'Aquila favorendone la frequentazione post sisma. Nel 2015 l'anteprima è stata organizzata a Milano, tra piazza Duomo e piazza Castello con concerto pomeridiano a EXPO 2015. Dal 2017 al posto della nazione si è scelta una città ospite. Nel 2019 è stata inserita, per due anni, la nuova tappa di Cesenatico. Nel 2024 l'evento viene organizzato nel Quadrivio degli Angeli, posto tra Corso Ercole I d'Este e Parco Massari.

## Descrizione
Il festival si svolge nel centro storico di Ferrara ogni anno a fine agosto. Originariamente aveva la durata di sette giorni mentre dal 2008 al 2020 ha compreso due week end, dal sabato alla domenica successiva, a Ferrara oltre all'anteprima a Comacchio il venerdì precedente. Dalla tradizionale settimana completa, la manifestazione ha variato il numero di giornate e, dal biennio covid, si è assestata su 5 giornate oltre l'unica tappa esterna a Comacchio.
Nessun artista riceve cachet ma solo le offerte del pubblico nel cappello ("fare cappello"). Gli spettacoli variano la posizione dei gruppi ogni giorno.

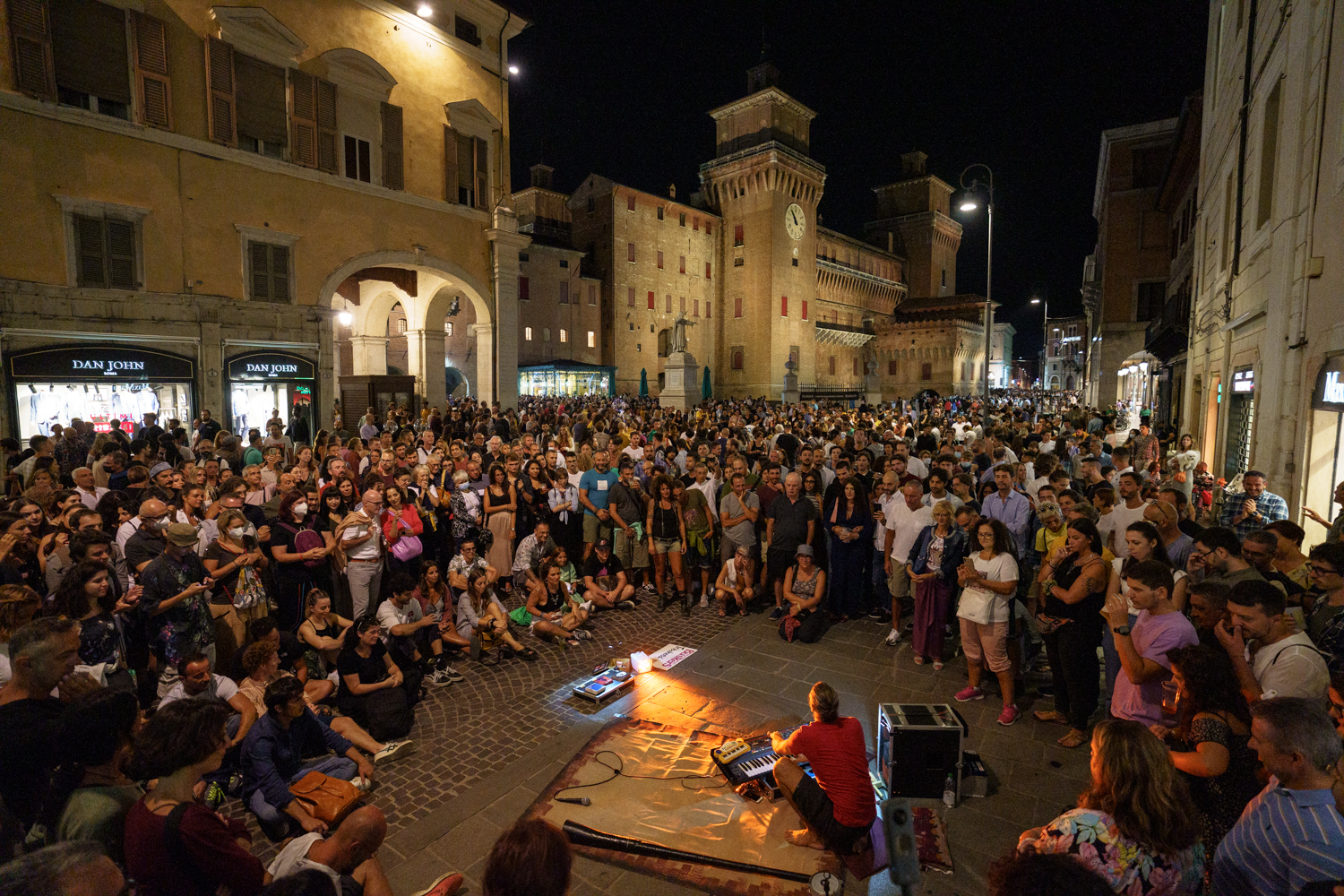

Dal 2011 il progetto Ecofestival ha sensibilizzato il pubblico sugli aspetti della sostenibilità e Bureau Veritas ha certificato i risultati del progetto. Dal 2020 è divenuto progetto BGreen con collaborazioni di Legambiente, Plastic Free e Fridays for Future.

## Ospiti famosi al festival

Lucio Dalla al Ferrara Busker Festival nel 1989

Tra i primi ospiti famosi vi fu Lucio Dalla che nel 1989 si esibì in duetto con Jimmy Villotti. In seguito hanno partecipato Franco Mussida della Premiata Forneria Marconi nel 1991, Freak Antoni ed Edoardo Bennato nel 1994, Angelo Branduardi e i Modena City Ramblers. Nel 1995 si esibirono insieme Paolo Belli, Gianni Fantoni e Andrea Mingardi.
Tutti si sono esibiti mimetizzandosi tra i gruppi buskers. Nell'edizione 2015 si è esibito Bobby Solo. Il 26 agosto dal ponte levatoio della via Coperta del Castello Estense si è esibita a sorpresa Gianna Nannini, voce e piano, accompagnata di Christian Lohr. Nel 2021 è stata ospitata la performance di Paolo Rossi e i Virtuosi del Carso ed il concerto acustico di Moni Ovadia. Nel 2022, si sono esibiti Daniele Silvestri e Omar Pedrini in versione busking.

## Edizioni

### 1ª Edizione
1988: dal 22 agosto al 28 agosto. La prima edizione nasce pensando potesse diventare, al massimo, una biennale. Il giorno prima dell'apertura mancavano due gruppi all'elenco dei 20 buskers invitati e così una delegazione partì per Firenze per "ingaggiare" gli artisti in tempo reale. Vennero invitati i "Ghostbuskers", un duo olandese in vacanza dopo la laurea in Chimica e Ingegneria e che da quel momento decise di rimanere in Italia - esattamente in Toscana - e fare della musica il proprio mestiere. Le nazioni presenti sono 11 tra cui la Bolivia. 

### 2ª Edizione
1989: dal 21 agosto al 27 agosto. 20 gruppi invitati, solo musicisti. Partecipa in veste busking Lucio Dalla assieme al chitarrista Jimmy Villotti, a sorpresa per il pubblico presente. Lucio Dalla fu il primo a credere nella manifestazione ed il suo concerto in strada, il 22 agosto 1989 in piazzetta San Michele, diede impulso all'evento e alla credibilità dei buskers .  Le nazioni presenti sono 15 tra cui la Jugoslavia. 

### 3ª Edizione
1990: dal 20 agosto al 26 agosto. 20 gruppi invitati, solo musicisti. Viene utilizzato il logo ufficiale, depositato nel 1989 e consistente nelle parole Ferrara e Festival sopra a BusKerS. La parola anglosassone inizia ad entrare nel linguaggio comune in Italia da questo momento.
Nasce la dedica del Festival alla nazione ospite, dalla quale ogni anno arriveranno la maggior parte dei 20 gruppi invitati. Si inizia con i Paesi Bassi. Le nazioni presenti sono 13 tra cui i Caraibi.

### 4ª Edizione
1991: dal 19 agosto al 25 agosto. 20 gruppi invitati, solo musicisti. Nazione Ospite Danimarca. L’illustrazione viene affidata a Claudio Gualandi che reinterpreta Depero e crea la "marionetta" icona del Festival fino al 2006. Nasce la categoria degli "aggregati" ovvero artisti non selezionati che chiedono giorno per giorno di potersi esibire come programma a parte. Dopo questa edizione venne inserito un piano sicurezza per il pubblico spettacolo, Tra le ordinanze più famose il divieto dell'uso del vetro per bar ed esercizi commerciali.
Le nazioni presenti sono 14 tra cui Haiti. 

### 5ª Edizione
1992: dal 29 agosto al 30 agosto. Nazione Ospite Irlanda. 20 gruppi invitati, solo musicisti. L'area delle esibizione raggiunge i 200.000 mq. Le nazioni presenti sono 21 tra cui il Perù. 

### 6ª Edizione
1993: dal 23 agosto al 29 agosto. 20 gruppi invitati, solo musicisti. Nazione Ospite Norvegia. Partecipazione straordinaria di Franco Mussida dalla PFM. Le nazioni presenti sono 15 tra cui il Ghana. 

### 7ª Edizione
1994: dal 22 agosto al 28 agosto. Nazione Ospite Grecia. 20 gruppi invitati, solo musicisti. Nasce l'anteprima a Comacchio preview del Festival tra i canali della città lagunare, con 10 gruppi invitati. Partecipazione straordinaria di Edoardo Bennato tra le strade del festival. Nel Chiostrino di San Romano viene realizzata la prima mostra fotografica sulla manifestazione ad opera di Joe Oppedisano. Le attività commerciali della città hanno, per la prima volta, la deroga nel poter rimanere aperti fino a tarda sera. Le nazioni presenti sono 13 cui la Jamaica. 

### 8ª Edizione
1995: dal 21 agosto al 27 agosto. 20 gruppi invitati, solo musicisti. Nazione Ospite Germania. Le richieste per partecipare aumentano sempre di più fino a richiedere la necessità di selezionare anche gli artisti aggregati da ora in poi chiamati artisti accreditati. Questi sono anche non musicisti ma artisti di vario genere (pittori, ritrattisti, esoterici, giocolieri, maghi e acrobati) 
Le nazioni presenti sono 16 tra cui l’Ucraina. Partecipazione straordinaria di Andrea Mingardi, Paolo Belli e Gianni Fantoni in esibizione busking.  

### 9ª Edizione
1996: dal 19 agosto al 25 agosto. Nazione Ospite Svezia. I gruppi invitati sono 20, i gruppi accreditati sono 79. Partecipazione straordinaria dei Modena City Ramblers e dei Tetes de bois. I gruppi invitati sono 20 mentre i gruppi accreditati sono 79. Le nazioni presenti sono 20 tra cui la Mongolia. 

### 10ª Edizione
1997: dal 25 agosto al 31 agosto. I gruppi invitati sono 20, i gruppi accreditati sono 105. Nazione Ospite Regno Unito. Gli artisti invitati provenienti dalla Gran Bretagna non si esibiranno la domenica finale in segno di lutto per l'improvvisa scomparsa della Principessa Diana, morta la notte prima. Special guest Otto e Barnelli. I gruppi invitati sono 20, i gruppi accreditati sono 105. Viene inaugurata la tappa del Festival a San Giovanni in Persiceto (BO) il lunedì successivo. Nasce la Buskerhouse, luogo di ritrovo e jam session spontanee. Le nazioni presenti sono 21 tra cui la Nuova Zelanda. 

### 11ª Edizione
1998: dal 24 agosto al 30 agosto. Nazione Ospite Spagna. I gruppi invitati sono 20, i gruppi accreditati sono 136. Comacchio e San Giovanni in Persiceto le tappe esterne Le nazioni presenti sono 22 tra cui il Burkina Faso. 

### 12ª Edizione
1999: dal 23 agosto al 29 agosto.Nazione Ospite Ungheria. I gruppi invitati sono 20, i gruppi accreditati sono 116. Comacchio e San Giovanni in Persiceto le tappe esterne. Le nazioni presenti sono 17 tra cui la Moldavia. 

### 13ª Edizione
2000: dal 21 agosto al 27 agosto.Nazione Ospite Finlandia. I gruppi invitati sono 20, i gruppi accreditati sono 175. Partecipazione straordinaria di Angelo Branduardi. Nasce il Buskergarden, il dopofestival dell'evento. Comacchio e San Giovanni in Persiceto le tappe esterne. Le nazioni presenti sono 21 tra cui la Finlandia.

### 14ª Edizione
2001: dal 20 agosto al 26 agosto.Nazione Ospite Polonia.I gruppi invitati sono 20, i gruppi accreditati sono 166. Comacchio e San Giovanni in Persiceto le tappe esterne. Le nazioni presenti sono 21 tra cui il Paraguay. 

### 15ª Edizione
2002: dal 19 agosto al 25 agosto.Nazione Ospite Italia. I gruppi invitati sono 20, i gruppi accreditati sono 182. Comacchio e San Giovanni in Persiceto le tappe esterne. Le nazioni presenti sono 16 tra cui il Giappone. 

### 16ª Edizione
2003: dal 25 agosto al 31 agosto. Nazione Ospite Cuba. I gruppi invitati sono 20, i gruppi accreditati sono 247. Comacchio e San Giovanni in Persiceto le tappe esterne. Previsto Company Segundo come special guest ma mancò poche settimane prima. Le nazioni presenti sono 26 tra cui il Brasile.

### 17ª Edizione
2004: dal 23 agosto al 29 agosto. Nazione Ospite Repubblica Ceca. I gruppi invitati sono 20, i gruppi accreditati sono 253. Comacchio e San Giovanni in Persiceto le tappe esterne. Le nazioni presenti sono 26 tra cui la Guinea. 

### 18ª Edizione
2005: dal 22 agosto al 28 agosto. Nazione Ospite Brasile. I gruppi invitati sono 20, i gruppi accreditati sono 227. Comacchio e Mirandola le tappe esterne. Le nazioni presenti sono 12 tra cui la Lituania. 

### 19ª Edizione
2006: dal 21 agosto al 27 agosto.Nazione Ospite Lituania. I gruppi invitati sono 20, i gruppi accreditati sono 231. Comacchio e Mirandola le tappe esterne oltre all'inedita serata a Porto Garibaldi e Lido degli Estensi. Le nazioni presenti sono 29 tra cui la Polonia. 

### 20ª Edizione
2007: dal 20 agosto al 26 agosto. Nazione Ospite Argentina. I gruppi invitati sono 20, i gruppi accreditati sono 243. Viene inaugurata l'operazione "Moneta sonante" per sostenere il festival, consistente nell'offerta libera agli ingressi dell'evento. Tappe esterne Comacchio, Lido degli Estensi assieme a Porto Garibaldi e Mirandola. Le nazioni presenti sono 26 tra cui la Serbia. 

### 21ª Edizione
2008: dal 22 agosto al 31 agosto.Nazione Ospite Svizzera. I gruppi invitati sono 20, i gruppi accreditati sono 256. Comacchio diviene serata speciale perché verrà svolta il 24 agosto e non come anteprima. Il 24 agosto il festival viene comunque organizzato anche a Ferrara con le esibizioni dei soli gruppi accreditati. Le nazioni presenti sono 26 tra cui la Mongolia. 

### 22ª Edizione
2009: dal 21 agosto al 30 agosto. Nazione Ospite Croazia. I gruppi invitati sono 20, i gruppi accreditati sono 281. Comacchio viene riposizionato come anteprima. Le nazioni presenti sono 31 tra cui la Croazia. 

### 23ª Edizione
2010: dal 20 agosto al 29 agosto. Nazione Ospite Francia. I gruppi invitati sono 20, i gruppi accreditati sono 345. Comacchio anteprima il 20 agosto.
In tutto il paese emerge il problema dei rifiuti e viene ospitato un gruppo di ragazzi napoletani, volontari dell’associazione CleanAp, per presidiare le isole ecologiche sparse al Festival ed introdurre 
Le nazioni presenti sono 28 tra cui la Cina. 

### 24ª Edizione
2011: dal 19 agosto al 28 agosto. Nazione Ospite Paesi Bassi. I gruppi invitati sono 20, i gruppi accreditati sono 303. Comacchio anteprima il 19 agosto. Le nazioni presenti sono 34 tra cui l’Ecuador. 

### 25ª Edizione
2012: dal 17 agosto al 26 agosto. Questa edizione avrebbe dovuto presentare 31 gruppi invitati in rappresentanza dei 31 Stati membri dell'Unione Europea, invece dei tradizionali 20, poiché la dedica sarebbe stata all'Unione Europea (27 paesi + 4 in rappresentanza dei restanti continenti). Questo programma è stato poi ridimensionato a causa della riduzione degli spazi a disposizione dopo il terremoto dell'Emilia del 2012. Il festival è stato comunque organizzato e ha contribuito alla ripresa turistica e culturale della città.  I gruppi invitati sono 20, i gruppi accreditati sono 181. Le nazioni presenti sono 30 tra cui la Danimarca. 

### 26ª Edizione
2013: dal 23 agosto al 1º settembre. Nazione Ospite Danimarca. I gruppi invitati sono 20, i gruppi accreditati sono 241. Viene inaurato il Festival on tour con le tappe di Lugo di Romagna e di Venezia. Le nazioni presenti sono 20 tra cui il Messico.  

### 27ª Edizione
2014: dal 21 agosto al 31 agosto. Nazione Ospite Mongolia. I gruppi invitati sono 20, i gruppi accreditati sono 283. Ospiti speciali i Rio. Nella categoria accreditati viene selezionata la Rappresentante di Lista. Tappe esterne Comacchio, Lugo e per la prima volta L'Aquila, per poter rivivere il centro storico grazie alla musica dopo il Terremoto dell'Aquila del 2009.
Le nazioni presenti sono 28 tra cui la Turchia. 

### 28ª Edizione
2015: dal 20 agosto al 30 agosto. Nazione Ospite Belgio. I gruppi invitati sono 20, i gruppi accreditati sono 259. Il Festival presenta un proprio artista a EXPO 2015 e organizza una tappa della manifestazione a Milano, oltre a Lugo e Comacchio. Ospite speciale Bobby Solo. Le nazioni presenti sono 31 tra cui la Polonia. 

### 29ª Edizione
2016: dal 18 agosto al 28 agosto. Nazione Ospite Austria. I gruppi invitati sono 20, i gruppi accreditati sono 231. Le tappe esterne sono state Comacchio, Lugo e Mantova. L'evento subì diverse limitazioni o obblighi in osservanza della nuova legge antiterrorismo varata dopo la strage di Nizza di poche settimane prima, tra queste l'obbligo di porre barriere antiterrorismo poste agli ingressi del Festival. Le nazioni presenti sono 32 tra cui l’Ucraina.  

### 30ª Edizione
2017: dal 17 agosto al 27 agosto. Nasce la dedica alla Città Ospite (invece che Nazione) e si celebra New York. I gruppi invitati sono 20, i gruppi accreditati sono 265. Le tappe esterne sono state Comacchio, Lugo e Mantova. Le nazioni presenti sono 26 tra cui la Costa d’Avorio.

### 31ª Edizione
2018: dal 16 agosto al 26 agosto. Città Ospite Dublino. I gruppi invitati sono 20, i gruppi accreditati sono 220. Le tappe esterne sono state Comacchio, Lugo e Mantova. Le nazioni presenti sono 26 tra cui la Macedonia. 

### 32ª Edizione
2019: dal 22 agosto al 1º settembre. Città Ospite Copenhagen I gruppi invitati sono 20, i gruppi accreditati sono 256. Ospite speciale Cisco. Le tappe esterne sono state Comacchio, Mantova e Cesenatico. Le nazioni presenti sono 20 tra cui il Gambia. 

### 33ª Edizione
2020: dal 26 al 30 agosto. A causa dell'emergenza sanitaria COVID-19 è stato necessario garantire il distanziamento sociale utilizzando 5 spazi all'aperto e delimitati: giardino di Palazzo dei Diamanti, cortile del Castello Estense, chiostro della Chiesa di San Paolo, giardino di Palazzo Roverella e cortile di palazzo Crema per soli 15 gruppi di musicisti. Il pubblico ha avuto accesso con prenotazione obbligatoria e la giornata finale è stata trasmessa in streaming.  I gruppi invitati sono 15, le nazioni presenti sono 16 tra cui la Repubblica Ceca. 

### 34ª Edizione
2021: dal 25 al 29 agosto. A causa dell'emergenza COVID-19 l'edizione si è tenuta all'interno del Parco Massari. I gruppi invitati sono 20. Nasce il progetto Young "Fateci Strada" dedicato alle giovani generazioni buskers. Partecipazione straordinaria di Paolo Rossi con un monologo in musica e di Moni Ovadia. Le nazioni presenti sono 11 tra cui l’Argentina. 

### 35ª Edizione
2022: dal 24 al 28 agosto. I gruppi invitati sono 22, i gruppi accreditati 106. Si sono esibiti come ospiti speciali Daniele Silvestri, Rio e Omar Pedrini. Le nazioni presenti sono 28 tra cui la Georgia.  

### 36ª Edizione
2023: dal 23 al 27 agosto. I gruppi invitati sono 34, i gruppi accreditati 51. Le nazioni presenti sono 14 tra cui l’Australia. La selezione diventa sempre più stringente e si basa sulle capacità ed esperienza degli artisti in strada, veri buskers.

### 37ª Edizione
2024: dal 21 al 25 agosto. I gruppi invitati sono 57, i gruppi accreditati 34. Le nazioni presenti sono 28 tra cui la Siria. Sono introdotti eventi extra quali talk su inclusione sociale, organizzazione di eventi ed ecologia, laboratori artistici e dedicati alla sostenibilità ambientale e progetti speciali dedicati a persone con disabilità. Sono inaugurate nuove location ed è stato sperimentato un nuovo percorso nel Quadrivio degli Angeli.

## Partner in Europa
L'organizzazione collabora con:
- Festival Ulicnih Sviraca (Novi Sad, Serbia)
- Festival Convivencia – Ramonville Saint – Agne (Tolosa, Francia)
- Buskerfestskopje (Macedonia)
- Dublin Street Performance (Irlanda)
- Buskers Festival di Barcellona (Spagna)